# Eisenstraße (Rothaargebirge)

Asphaltierter Abschnitt der Eisenstraße (schwarze Linie), u. a. mit Bergen (braun), Gewässern (blau), Ortschaften (rot), Straßen (gelbe Linien) und Rothaarsteig (rote Linie)

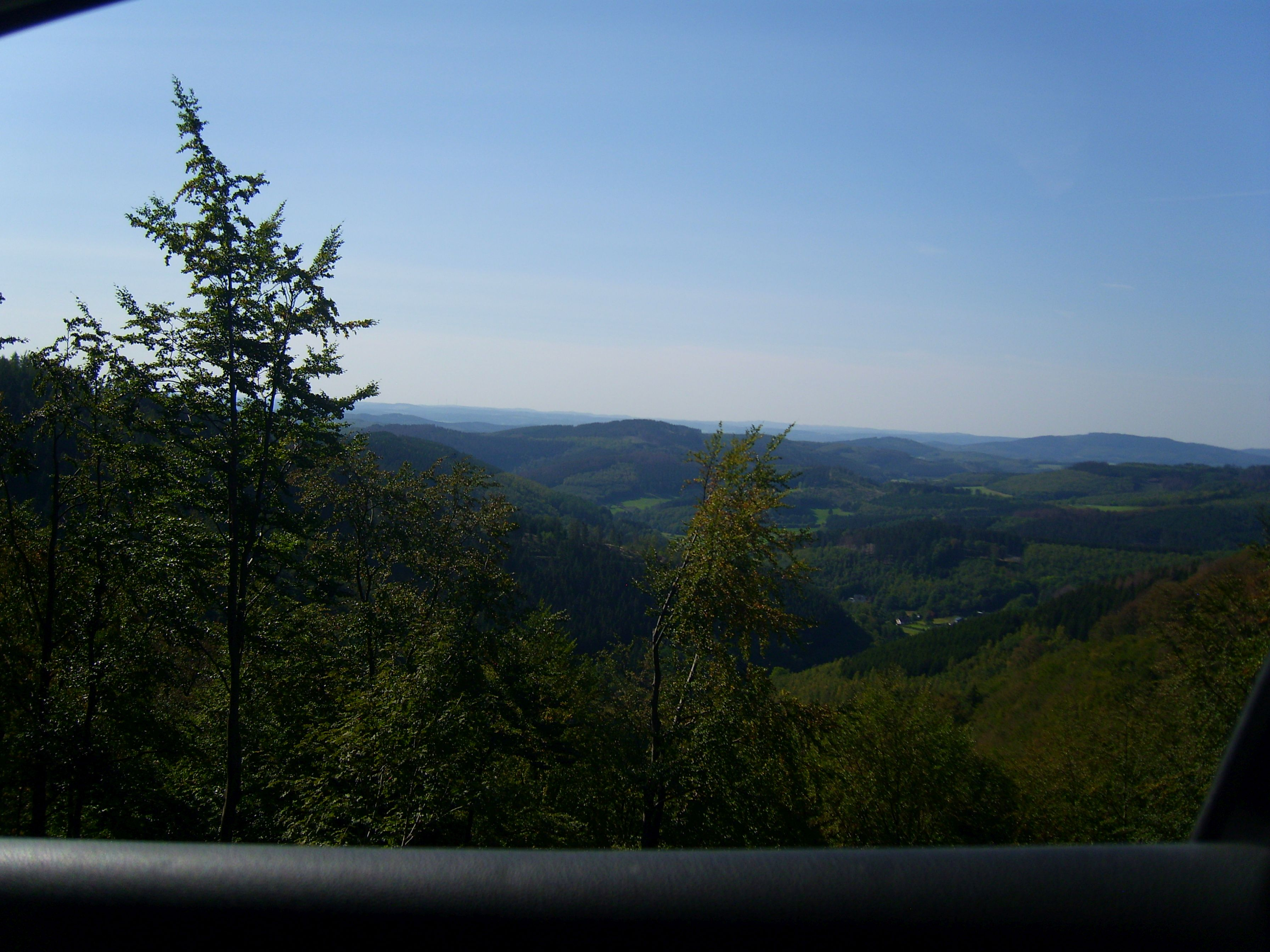
Die „Schöne Aussicht“ mit Blick auf die Siegerländer Rothaar-Borhöhen und den Kindelsberg (rechts)

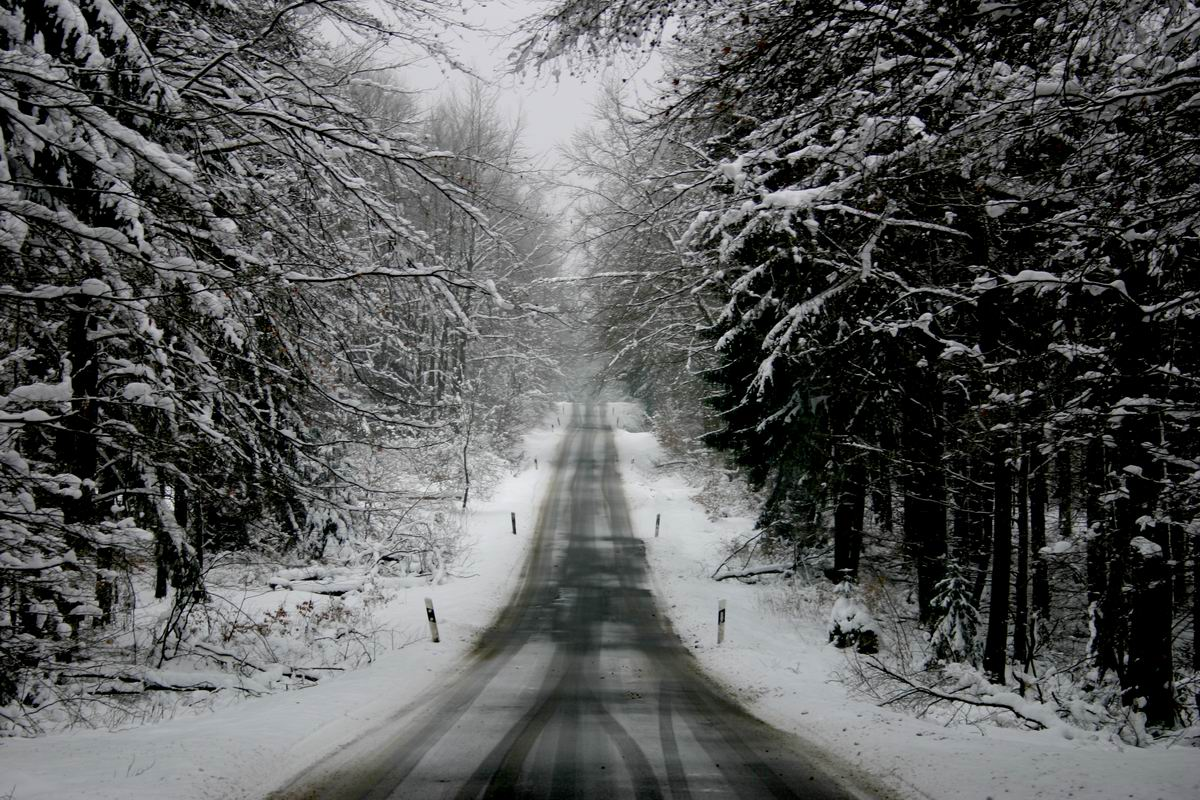
Die Eisenstraße nahe der Siegquelle

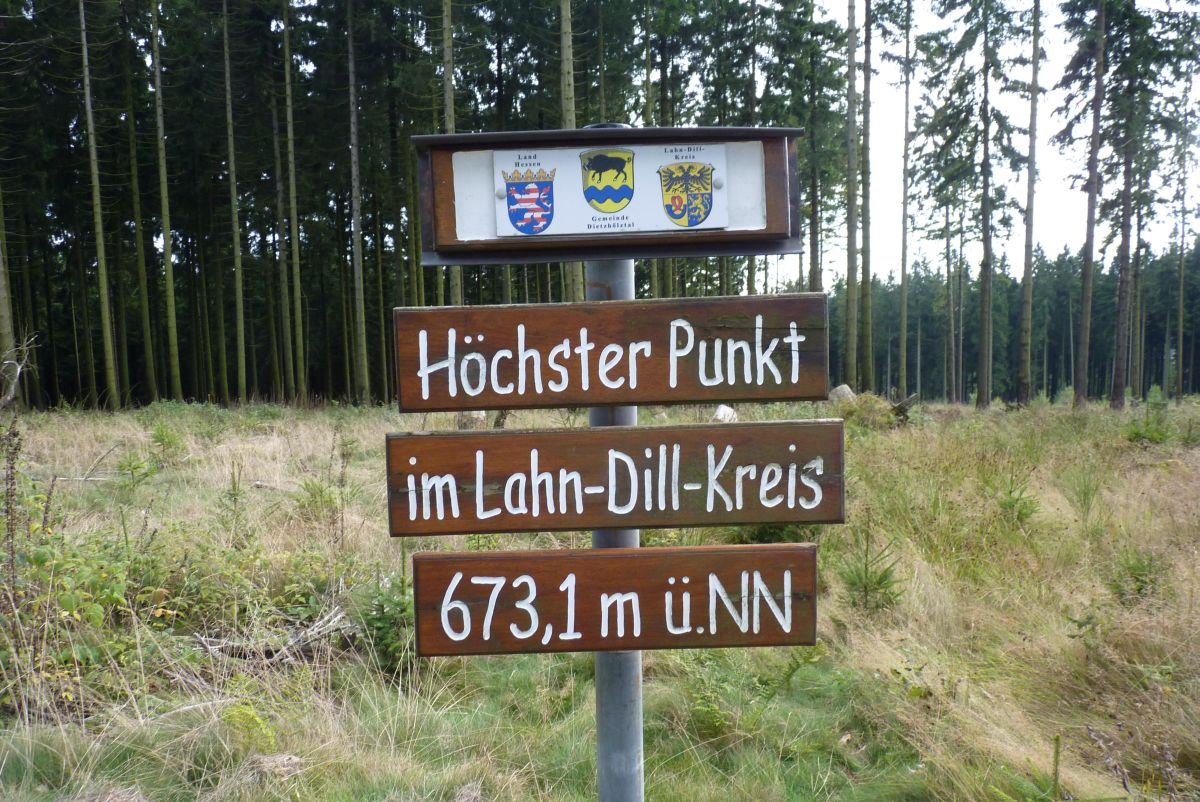
Höchster Punkt im Lahn-Dill-Kreis – ' (Grenze von Nordrhein-Westfalen und Hessen) nahe höchster Eisenstraßenstelle am Netphener Jagdberg

Die Eisenstraße im Rothaargebirge ist eine ehemalige Handels- und Fernverkehrsstraße im Kreis Siegen-Wittgenstein in Nordrhein-Westfalen und im Lahn-Dill-Kreis in Hessen. Sie ist ein Teilstück der einst bedeutenden Fernhandels- und Messestraße zwischen Leipzig, Köln und Lüttich, der Brabanter Straße.
Die Straße überquert die Rhein-Weser-Wasserscheide. Sie führt in ihrem asphaltierten Teil, der 12,5 km lang ist, auf 658,4 m und im für den öffentlichen Kraftfahrzeugverkehr gesperrten Teil auf maximal auf 673,3 m ü. NHN Höhe.
Auch andere Straßen solcher Art in Deutschland und Österreich tragen den Namen Eisenstraße.

## Geographie

### Lage
Die Eisenstraße ist ein Höhenweg im Südteil von Rothaargebirge und Naturpark Sauerland-Rothaargebirge. Sie ist unter anderem Teil der Landesstraße 722 und verläuft auf ländlichen Waldgebieten, die größtenteils zur Stadt Netphen gehören; lediglich der nördlichste Teil liegt auf Hilchenbacher Stadtgebiet, im Südostteil berührt die Straße zunächst die Landesgrenze zu Hessen (Lahn-Dill-Kreis, Gemeinde Dietzhölztal) und geht ins Gebiet der Stadt Bad Laasphe über. 
Die Eisenstraße passiert nacheinander Eder-, Sieg- und Lahnquelle.

### Verlauf
Die Eisenstraße zweigt bei Lützel (zu Hilchenbach) auf 578 m ü. NHN von der Bundesstraße 62 ab und führt anfangs nach Südosten zur zu Lützel gehörenden Siedlung Lützel. Historisch verlief der nördlichste Abschnitt allerdings über die heutigen Straßen Hohler Weg und Auf den Weißen Steinen, die nördlich der Siedlung in die jetzige Eisenstraße einmünden.
Nach deren Passieren der Siedlung verläuft die Eisenstraße südsüdostwärts auf dem Rothaarkamm im Bereich der Wasserscheide von Eder und Sieg und damit auch auf der Rhein-Weser-Wasserscheide. Sie führt vorbei an einem Feuchtbiotop, wo sich an einem Kleinzufluss der Eder in kleinen Kratern, die das Regionalforstamt des Kreises Siegen-Wittgenstein in den 1980er Jahren für den Naturschutz in den Boden sprengen ließ, mehr als ein Dutzend Teiche gebildet haben, zur nahe dem Forsthaus Hohenroth neben einer 656,4 m hohen gelegenen Stelle liegenden Kreuzung mit einer Kohlenstraße, einem ehemaligen Kohlenweg. Rund 100 m südöstlich vom dort befindlichen Parkplatz, von dem die Kohlenstraße zum Forsthaus und in entgegengesetzter Richtung zur nahen Ederquelle (621 m) führt, erreicht der asphaltierte Abschnitt der Straße 658,4 m Höhe.
Etwas später verlässt die Eisenstraße kurz vor dem Aukopf (644,9 m) für etwa 900 m ihres Verlaufs die L 722, um südwestlich an der Erhebung vorbeizuführen. Dann verläuft sie im Rahmen der L 722 zur Kreuzung mit der L 719 (596,2 m), um kurz darauf am Abzweig einer nach Großenbach (zu Bad Laasphe) führenden Stichstraße die Siegquelle (603 m) zu passieren.
Danach führt die Eisenstraße in Richtung Süden vorbei an der Ilmquelle über die östlichen und südlichen Hochlagen des Grauhain (ca. 638 m) vorbei am Lahnkopf (624,9 m) nach Lahnhof, wo neben der dort auf 605,6 m Höhe befindlichen Straße die Lahnquelle (Lahntopf; ca. 603 m) liegt. Kurz darauf zweigt östlich der Stiegelburg (637,8 m) auf 607,9 m Höhe die entlang der Lahn verlaufende Lahn-Ferien-Straße ab.
Dann verlässt die Eisenstraße auf 605,7 m Höhe erneut die L 722, um sich fortan die ostwärts verlaufende Strecke ein Stück mit der von dort nach Heiligenborn (zu Bad Laasphe) führenden Kreisstraße 17 zu teilen. Kurz darauf verlässt sie die K 17 an einem Parkplatz mit trigonometrischer Punkt auf 646,8 m Höhe und führt als Waldweg erst ost- und ab einer 661,9 m hoch liegenden Stelle südostwärts zur westfälisch-mittelhessischen Grenze mit historischem Grenzstein, der neben einer Waldwegkreuzung nahe einem trigonometrischen Punkt (670,9 m) steht. Etwa 150 m ostnordöstlich des Steins und 120 m südlich vom Gipfel des Jagdbergs bei Netphen (675,9 m) erreicht die Eisenstraße bei einem auf 673,3 m Höhe liegenden trigonometrischen Punkt ihre insgesamt höchste Stelle; nebenan ist auf einem vierteiligen Schild zu lesen: Höchster Punkt im Lahn-Dill-Kreis – 673,1 m ü. NN. Dort teilt sie sich den entlang der vorgenannten Grenze führenden Weg mit einer weiteren Kohlenstraße.
Diese Kohlenstraße verlassend führt die Eisenstraße südost- und leicht abwärts nach östlich des Weilers Sohl (zu Bad Laasphe), wo sie auf die K 36 trifft, der sie, unmittelbar nördlich des Fischelbachs (Sohler Bach), bachabwärts zum Dorf Fischelbach (ebenfalls Bad Laasphe) nach Osten folgt, um auf etwa 425 m an der Einmündung in die L 718 (Fischelbacher Straße) zu enden. Dieser letzte Abschnitt entlang der Kreisstraße hat gemeindeintern den Namen Alte Eisenstraße. 

### Naturräumliche Zuordnung
Der asphaltierte Abschnitt der Eisenstraße liegt innerhalb der naturräumlichen Haupteinheitengruppe Süderbergland (Nr. 33) in der Haupteinheit Rothaargebirge (mit Hochsauerland) (333): Er beginnt im Nordwesten an der B 62 bei Lützel im Naturraum Lützeler Paß (333.13), der zur Untereinheit Wittgensteiner Kammer (333.1) gehört, und verläuft als Teil der L 722 auf oder entlang der Grenze der Untereinheit Dill-Lahn-Eder-Quellgebiet (333.0) mit dem Naturraum Ederkopf-Lahnkopf-Rücken im Osten zur Untereinheit Südwittgensteiner Bergland (333.2) im Westen. Der Asphaltteil endet im Südosten – zwischen der Stiegelburg im Westnordwesten und dem etwas entfernt befindlichen Netphener Jagdberg im Ostsüdosten – im Naturraum Ederkopf-Lahnkopf-Rücken (333.01); und die eigentliche L 722 führt in Richtung Süden und abwärts nach Hainchen.

### Berge
Zu den Bergen und Erhebungen an oder nahe der Eisenstraße gehören – sortiert nach Höhe in Meter (m) über Normalhöhennull (NHN):
| - Jagdberg (Netphen) (675,9 m) - Oberste Henn (675,9 m) – mit Sender Ederkopf - Giller (653,7 m) – mit Gillerturm - Jägerhain (650,7 m) – mit Siegquelle - Ederkopf (650,0 m) – mit Ederquelle - Aukopf (644,9 m) - Rauher Kopf (Rauer Kopf; 640,7 m) | - Jagdberg (Erndtebrück) (639,0 m) - Grauhain (ca. 638 m) - Stiegelburg (637,8 m) - Alte Burg (633,0 m) – mit Wallanlage - Lahnkopf (624,9 m) – mit Lahnquelle - Schloßberg (587,6 m) – mit Ruine Ginsburg |

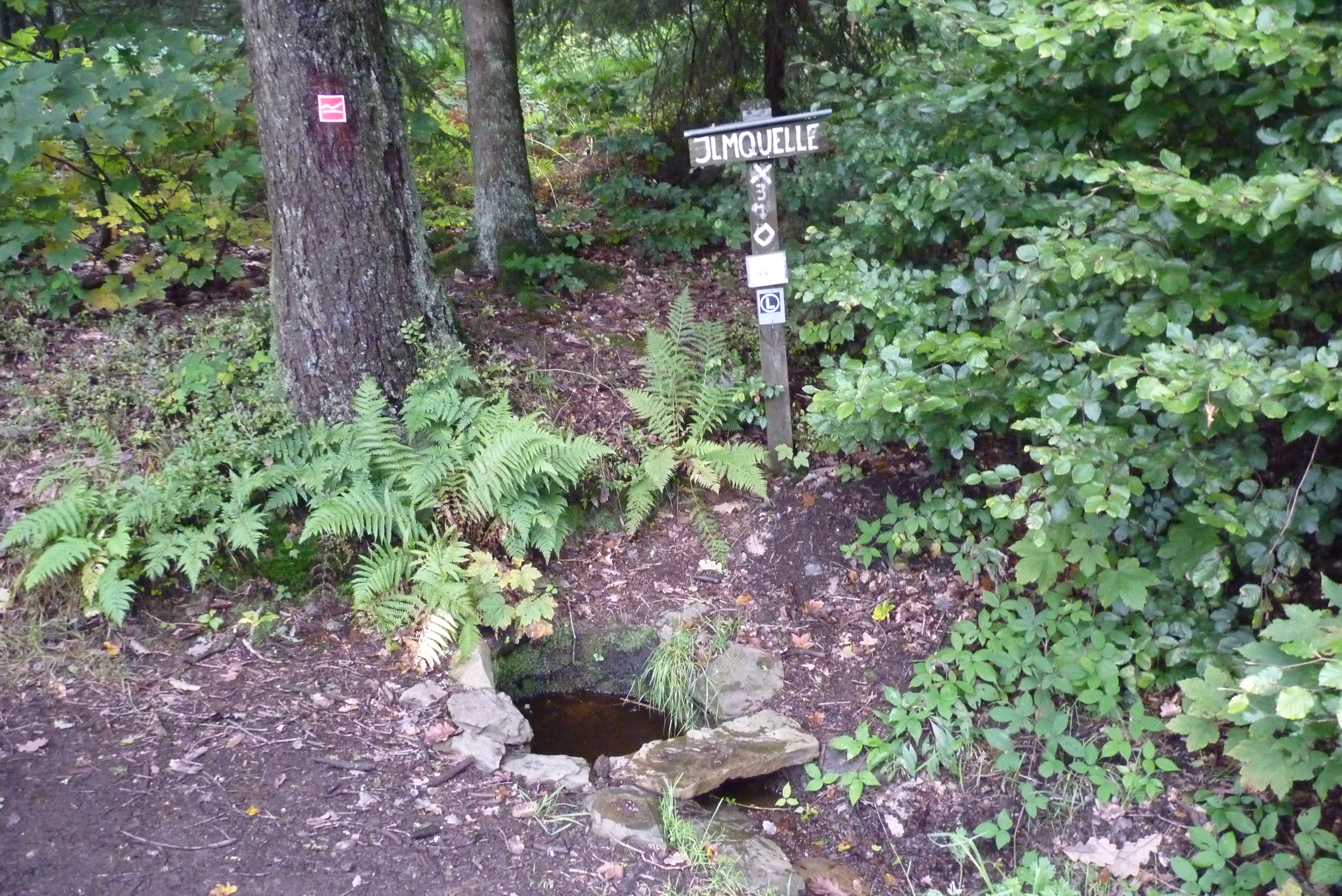
Die Ilmquelle an der Eisenstraße im Rothaargebirge (Sommer 2013)

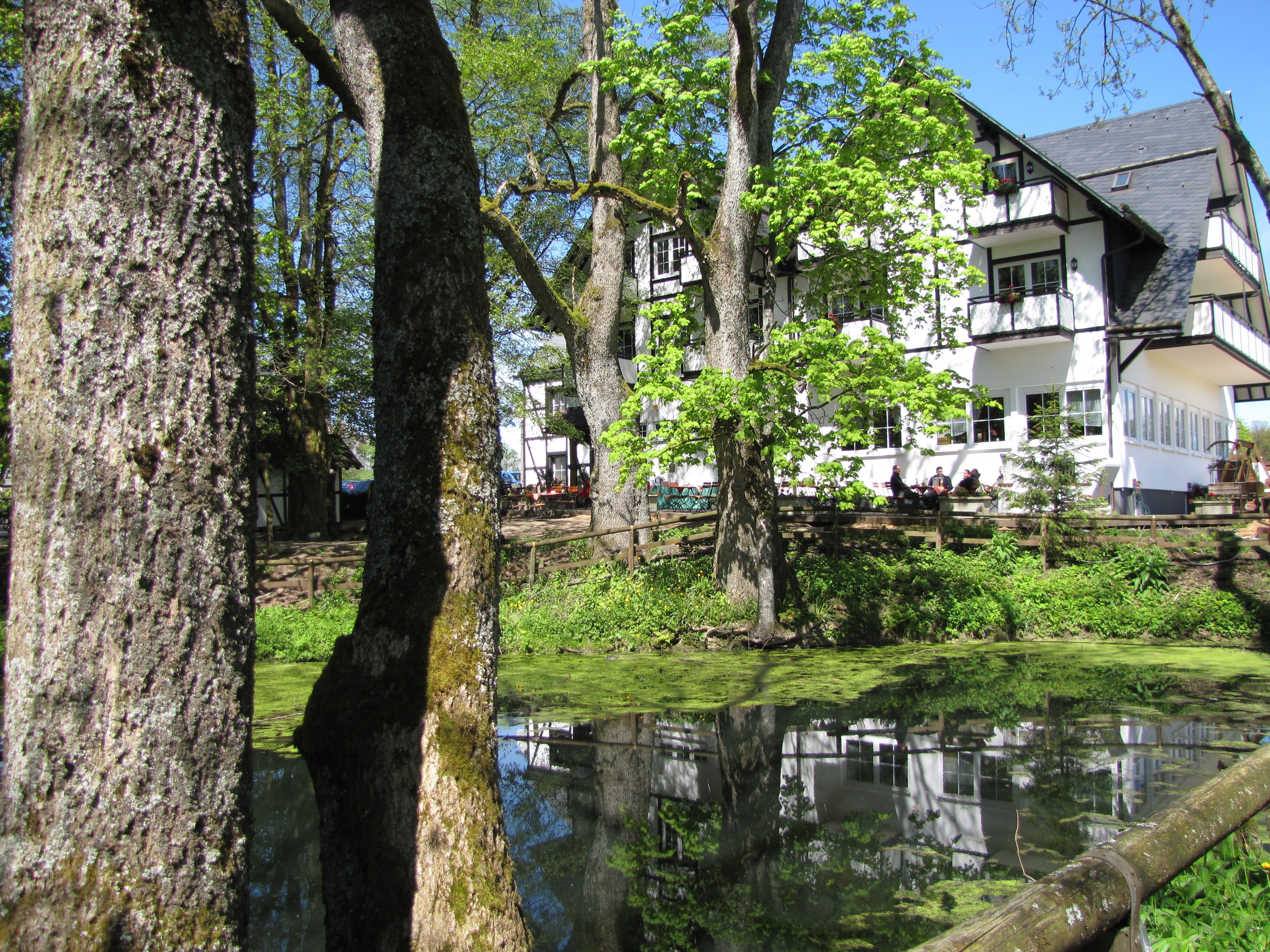
Lahnquelle (Lahntopf) in Lahnhof nahe dem Lahnkopf

### Rhein-Weser-Wasserscheide und Fließgewässer
Entlang der über den Kamm des Rothaargebirges verlaufenden Eisenstraße, an der Eder-, Sieg- und Lahnquelle liegen, verläuft ein Teil der Rhein-Weser-Wasserscheide, ab dem Aukopf dann die rheininterne Sieg-Lahn-Wasserscheide.
Folgende Flüsse und Bäche entspringen nah der Eisenstraße (von Nord nach Süd)
- Netphe (10,8 km):
fließt in westliche Richtungen zur Sieg, in die sie in Netphen mündet
- Obernau (6,3 km):
fließt in südwestliche Richtung, durchfließt die Obernautalsperre und mündet in Netphen in die Sieg
- Nauholzbach (3,9 km):
fließt in südwestliche Richtung zur von der Obernau durchflossenen Obernautalsperre
- Eder (176,1 km):
fließt in überwiegend nordöstliche Richtung und speist den Edersee, bevor sie bei Edermünde in die Fulda mündet, die ab dem Zusammenfluss mit der Werra bei Hann. Münden die in die Nordsee mündende Weser bildet
- Benfe (11,2 km):
fließt in überwiegend nördliche Richtung zur Eder, in die sie in Erndtebrück mündet
- Sieg (155,2 km):
fließt in überwiegend westliche Richtung durch Siegen und Siegburg zum Rhein, in den sie bei Niederkassel-Mondorf mündet
- Ilm (2 km):
fließt in östliche Richtung zur Lahn, in die sie südlich von Welschengeheu mündet
- Sindernbach (3,8 km):
fließt in westliche Richtung zur Sieg, in die er in Walpersdorf mündet
- Lahn (245,6 km):
fließt zunächst nach Osten, um bei Marburg nach Süden und bei Gießen in überwiegend westliche Richtung abzuknicken und durch Wetzlar und Limburg ebenfalls dem Rhein zuzufließen, in welchen sie in Lahnstein mündet
- Ilse (8,7 km):
fließt in nördliche Richtung zur Lahn, in die sie in Feudingen mündet

### Ortschaften
Ortschaften an oder nahe der Eisenstraße sind (in Nordwest-Südost-Richtung betrachtet):
- Lützel (Straßenbeginn; zu Hilchenbach; mit Siedlung Lützel)
- Großenbach (zu Bad Laasphe; etwas abseits)
- Lahnhof (zu Netphen)
- Heiligenborn (zu Bad Laasphe; etwas abseits)
- Sohl (zu Bad Laasphe)
- Fischelbach (Straßenende; zu Bad Laasphe)

## Klima

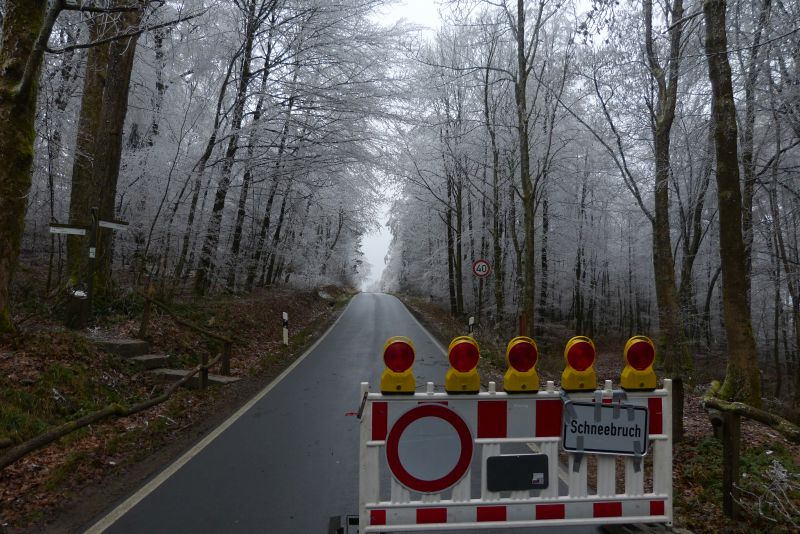
Eisenstraße bei der Siegquelle in Richtung Lahnhof mit Raueis am Geäst von Bäumen (Spätherbst 2014)

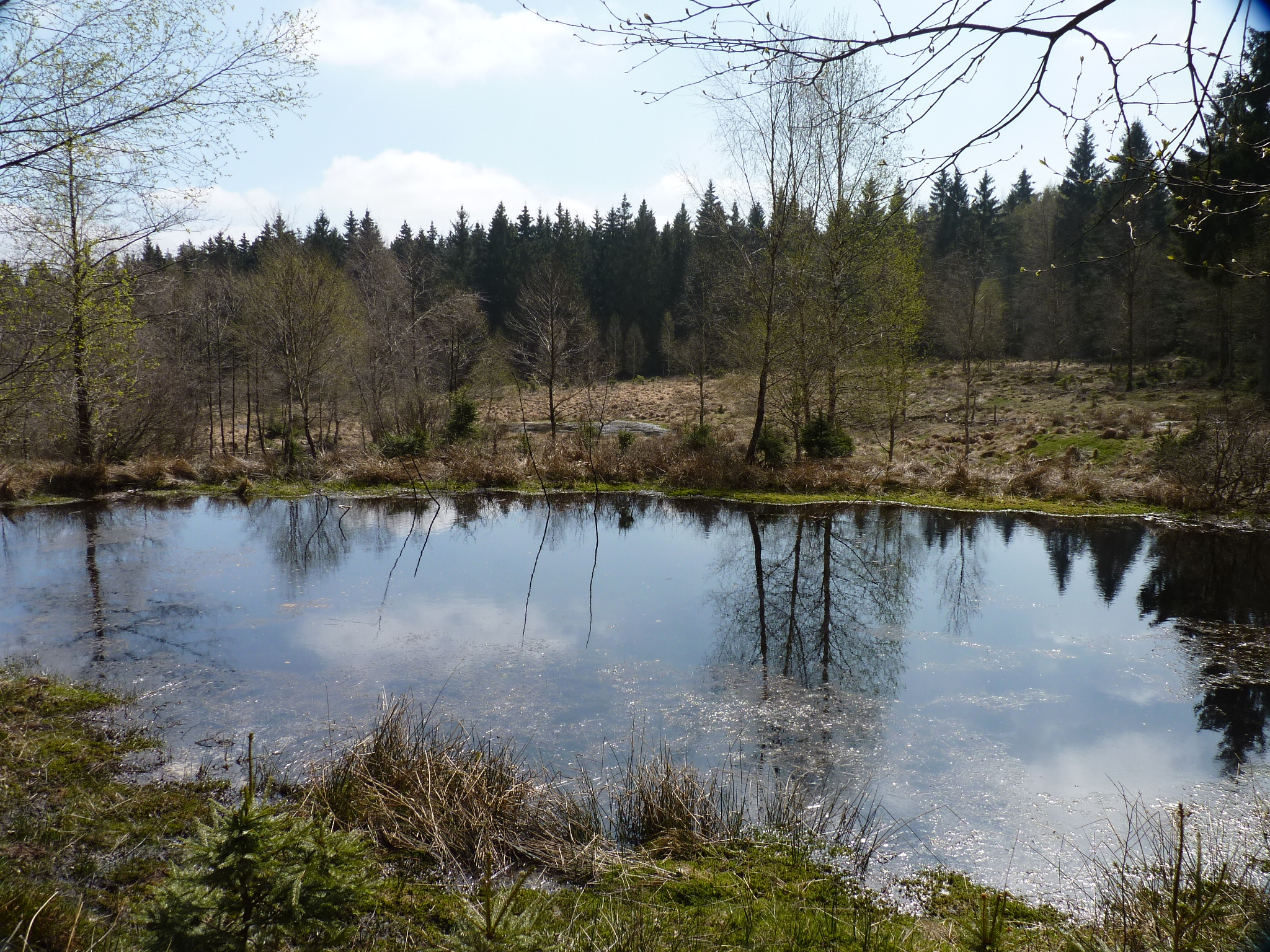
Mit Wasser gefüllter Krater nahe der Eisenstraße

Wegen der Höhe von zumeist mehr als 600 m Höhe und der Abgelegenheit in den Wäldern ist im Bereich der Eisenstraße ein besonders raues Klima vorzufinden. Die Winter können bis zu einem halben Jahr andauern, nicht selten werden an der Wetterstation vom Forsthaus Hohenroth Temperaturen von unter −15 °C gemessen. Die Sommer sind meist kühl (Höchsttemperaturen bis 25 °C) und niederschlagsreich. Die Durchschnittstemperatur im Umfeld der Eisenstraße beläuft sich auf etwa 6 bis 7 °C und der mittlere Jahresniederschlag im Umfeld des Forsthauses auf 1500 Liter/m². Auch mit rund 200 Nebeltagen pro Jahr zählt das Gebiet rund um die Straße zu den rauesten und kältesten Regionen Nordrhein-Westfalens.
Im Dezember 2014 wurden große Teile der Eisenstraße aufgrund von Schneebruch durch extreme Raueisbildung von bis zu 15 cm Länge gesperrt. Dieses entstand durch einige Tage lang anhaltenden Nebel bei leichtem Ostwind – besonders im Geäst der Bäume. Bodennah bildete sich kaum Raueis, da es dort wesentlich windgeschützter ist als in der Höhe. An weniger windgeschützten Orten – zum Beispiel beim und im auf einer Freifläche gelegenen Großenbach – hielt sich das Raueis deutlich länger. Ähnliche Ereignisse fanden zeitgleich im Westerwald, im Erzgebirge und auf der Schwäbischen Alb statt.

## Schutzgebiete
Der asphaltierte Teil der Eisenstraße liegt in mehreren Schutzgebieten: Im Nordwesten verläuft er ab Lützel durch das Landschaftsschutzgebiet (LSG) Rothaargebirge (CDDA-Nr. 386370; 1984 ausgewiesen; 60,4662 km² groß) und erreicht etwas nach der Siedlung Lützel das LSG Netphen (CDDA-Nr. 390136; 1985; 11,89074 km²), in dem er bis zum Ende verbleibt. Nahe der Siedlung Lützel führt er in einem LSG-losen Bereich durch das Naturschutzgebiet Rothaarkamm und Wiesentäler (CDDA-Nr. 329599; 1930; 8,9236 km²). Nahe dem Grauhain tangiert er die Westspitze des NSG Auerhahnwald (CDDA-Nr. 81326; 1934; 14,46 ha). Der gesamte Bereich des Asphaltteils südwestlich der Siedlung Lützel bis zum Ende verläuft im Fauna-Flora-Habitat-Gebiet Rothaarkamm und Wiesentäler (FFH-Nr. 5015-301; 34,4146 km²).

## Bedeutung
Die Eisenstraße ist eine alte Handels- und Fernverkehrsstraße, die seit vorgeschichtlicher Zeit genutzt wurde. Sie ist Teilstück der einst im Hochmittelalter bedeutenden Leipzig-Kölner-Messestraße, auch Brabanter Straße genannt, weil sie bis nach Antwerpen führte. Dieser Fernhandelsweg führte über Erfurt und Marburg zum Kreuzungspunkt alter Fernwege beim Berg Angelburg im Schelderwald auf den langen Wasserscheiden über Siegen nach Köln.
Über die Eisenstraße wurde bis ins Hochmittelalter Eisenhandel abgewickelt, mit Roheisen bis hin zu fertigen Produkten wie Waffen, Helme, Harnische, Sensen, Sicheln, Messer und ähnlichem. Diese Produkte fertigten einst Waldschmiede im oberen Dill- und Dietzhölze-Tal sowie im angrenzenden Siegerland. Die Eisenwarenproduktion bestand schon in keltischer Zeit. In die Brabanter Straße mündete bei der Angelburg der Westfalenweg ein, der am Dünsberg vorbei aus der Wetterau (Hessen) kommend, auf der Lahn-Dill-Wasserscheide in den westfälischen Raum führte. Solche alten Straßen verliefen entweder auf dem Bergkamm oder hangparallel, weil die Täler versumpft waren und man am Talende steile Anstieg vermeiden wollte. Als Zugtiere für Wagen setzte man Ochsen ein, Pferde waren zu kostbar.
Etliche über 2.000 Jahre alte Ringwallanlagen, die in der Nähe zur Eisenstraße liegen, deuten an, dass die Eisenstraße schon während der keltischen Besiedlung der Region ein wichtiger Verkehrsweg war. Gut erhalten ist zum Beispiel die Wallanlage Alte Burg, die vom Forsthaus Hohenroth erreicht werden kann.

## Sehenswertes

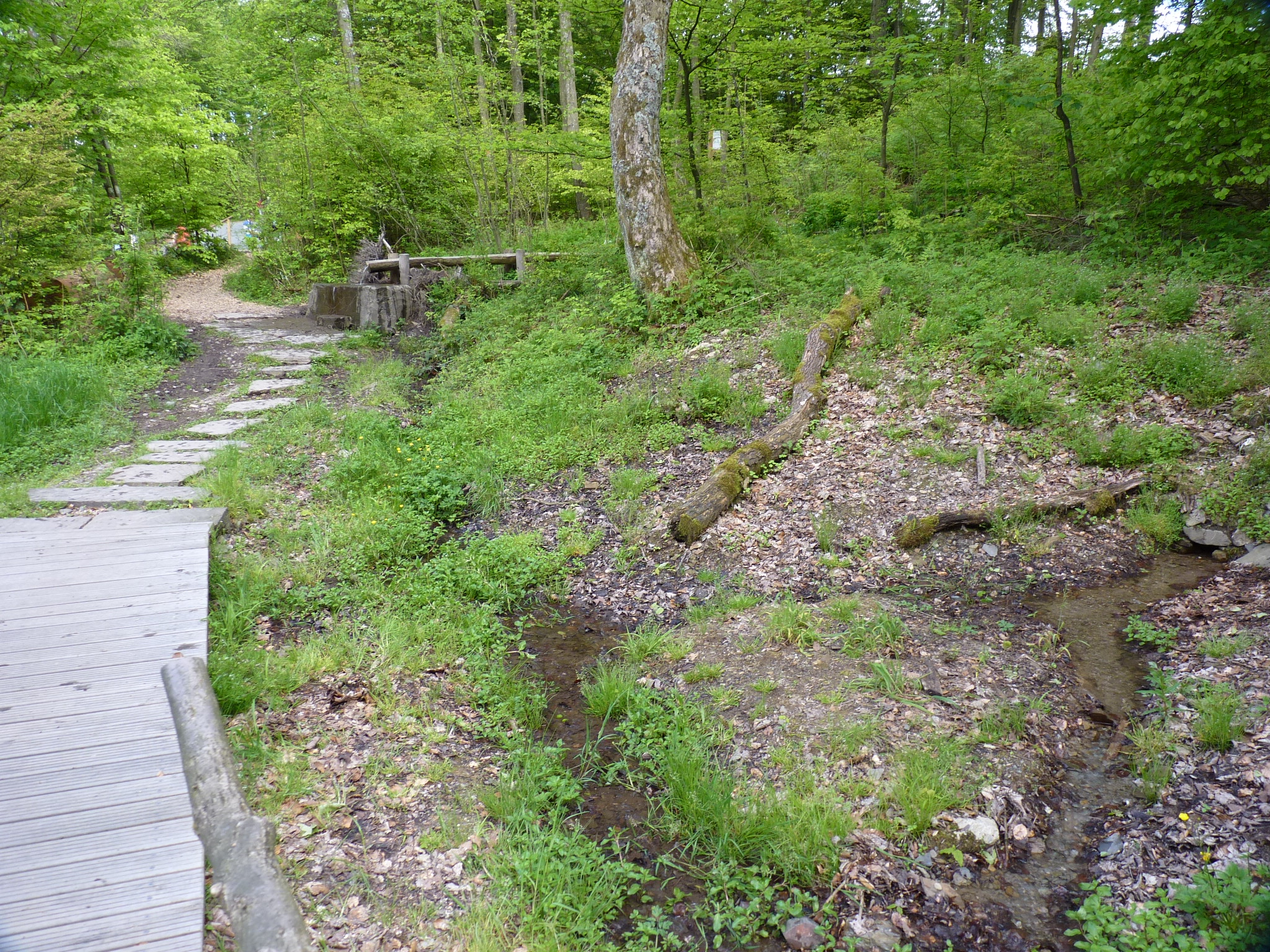
Siegquelle (2014)

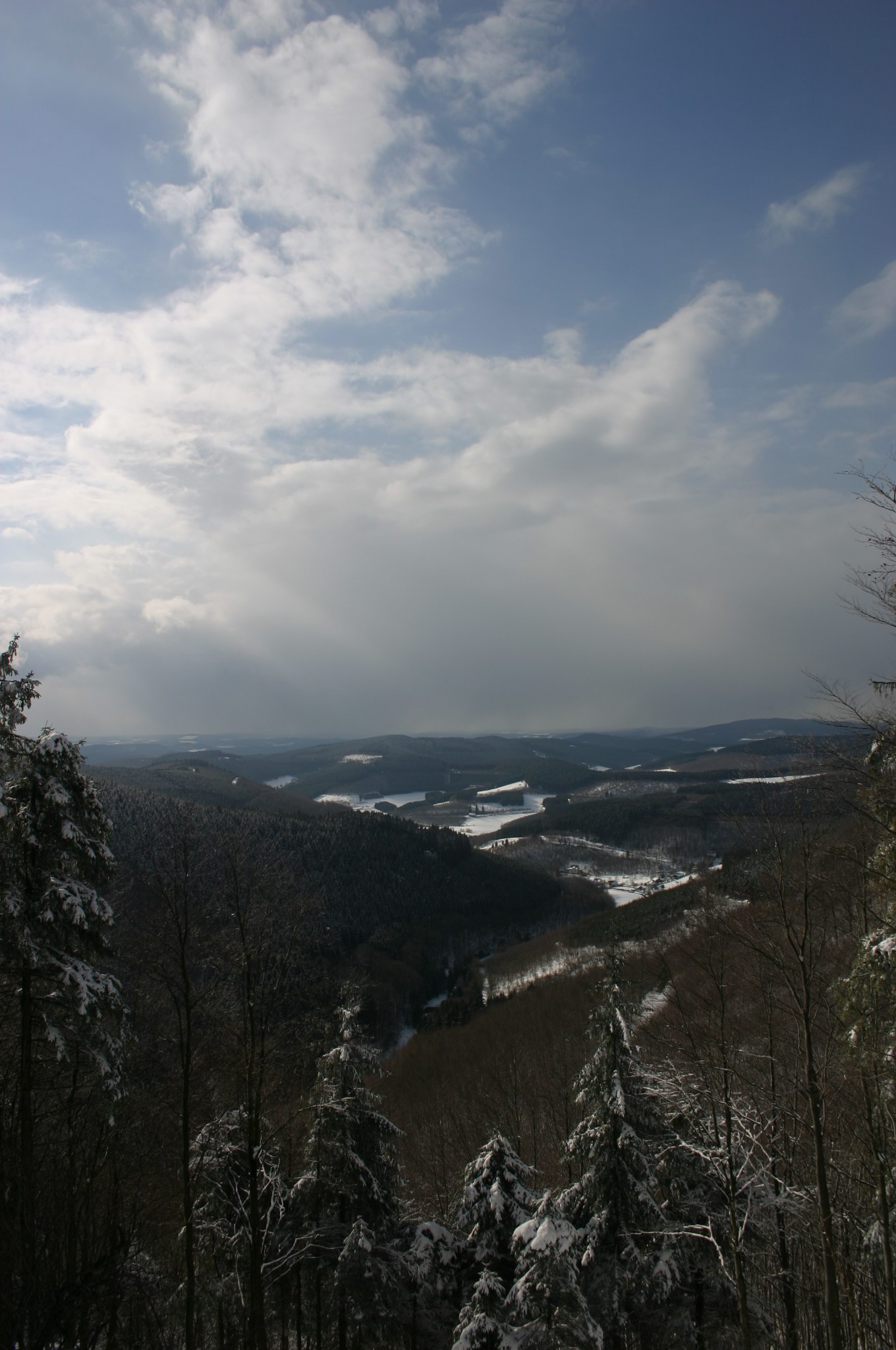
Die Schöne Aussicht im Winter

Zu den Sehenswürdigkeiten an oder unweit der Eisenstraße gehören mit Höhe in Meter (m) über Normalhöhennull (NHN; von Nord nach Süd):
- Ginsburg (587,6 m, Burgruine nahe Hilchenbach) auf dem Schloßberg; nordwestlich deutlich außerhalb
- Gillerturm, Aussichtsturm auf dem Giller (653,7 m) nahe Lützel; nordwestlich außerhalb
- Schöne Aussicht (599,4 m; 1,3 km südsüdöstlich der Siedlung Lützel); gute Aussichtsmöglichkeit nach Westen über das Siegerland, insbesondere zum Kindelsberg  (Lage)
- Mittelpunkt des Kreises Siegen-Wittgenstein (592,9 m; an der Eder und damit östlich; Lage)
- Forsthaus Hohenroth (nahe einer 638,7 m hohen Stelle) mit Hirschgehege (ca. 610 m), nahe der Quelle der Hohen Netphe
  - Alte Burg (633,0 m), Wallanlage auf gleichnamigem Berg; erreichbar vom Forsthaus Hohenroth (deutlich westnordwestlich)
  - Ederquelle (ca. 621 m), nahe dem Ederkopf (ostnordöstlich)
- Siegquelle (ca. 603 m); nahe dem Jägerhain bei Großenbach
- Lahnquelle (Lahntopf; ca. 603 m); nahe dem Lahnkopf am Lahnhof
- Ilsequelle (608,2 m), nahe Heiligenborn (nordöstlich)

## Verkehr und Wandern
Die Eisenstraße ist abschnittsweise Teil der Landesstraße 722, die von Lützel vorbei an dessen Siedlung Lützel südostwärts nach Lahnhof und dann, abseits der einstigen Handels- und Fernverkehrsstraße, weiter nach Hainchen führt. Diese kreuzen nahe der Siegquelle erst die von dieser in Richtung Benfe abzweigende L 720 und dann die L 719 (Walpersdorf–Volkholz). Nahe dem von Lahnhof zweigt von der L 722 die entlang der Lahn verlaufende Lahn-Ferien-Straße und etwas südöstlich davon die nach Heiligenborn führende Kreisstraße 17 ab. Ab Sohl teilt sich die Eisenstraße die Strecke mit der nach Fischelbach führenden K 36.
Zwischen dem Lahnhof und dem nahe davon gelegenen Südostende des asphaltierten Abschnitts der Eisenstraße führt der Europäische Fernwanderweg E1 auf etwa 600 m Länge parallel zu ihr. Entlang der Straße verlaufen die sie mancherorts auch kreuzenden Wanderwege Rothaarsteig und Talsperrenweg. An der die Eisenstraße kreuzenden Kohlenstraße mit dortigem Kyrillpfad beginnt nahe der Ederquelle der Ederhöhenweg, der anfangs etwas östlich parallel zur Straße abwärts entlang der Eder führt. Auch der Natursteig Sieg, der Ende 2016 fertiggestellt werden soll, wird die Straße kreuzen.